# 雙節頜獸
'Diarthrognathus （页面存档备份，存于） - Encyclopedia Britannica entry for Diarthrognathus</ref>。屬名意為「兩種關節的下頜」。雙節頜獸的下頜同時具有哺乳類與爬行動物的特徵，下頜關節同時由爬行動物的方骨與關節骨、以及哺乳動物的鱗狀骨、齒骨組成。